# Ресторан „Сач”
„Сач“ је ресторан у ГО Земуну, у Београду, у улици рабина Алкалаја бр. 5.

## Локација
Ресторан "Сач" се налази у старом језгру града, у згради старе Ашкенази синагоге, прилагођене потребама угоститељског објекта.

## Историја
Синагога је изграђена средином 19. века, освештана је 1863. Изградили су је Јевреји својим донацијама. Наредних осамдесетак година, до окупације, овде је било стециште верског и културног живота земунских ашкеназа. Синагогу је јеврејска заједница морала је да прода општини Земун почетком шездесетих година прошлог века, да би помогла преживелим Јеврејима који су се вратили из логора. Општина је синагогу почела да користи за састанке месног одбора и за програм "културно-уметничког садржаја". "Синагога" је, уместо тога, постала дискотека (новембар 1969).
Тренутно се у синагоги налази ”Сач”, ресторан домаће кухиње. Закон власницима ресторана забрањује да било шта мењају. Горњи спрат је празан, у тим просторијама су некада биле учионице. Јеврејска општина Земун од 2005. године прикупља средства за откуп овог културног споменика од општине Земун.
Агенција за реституцију вратила је 19. маја 2016. здање храма у ком је служио чувени рабин Алкалај јеврејској заједници. У јеврејској заједници објашњавају да је некадашњи храм опет њихов, али да ће ресторан, који већ годинама ту изнајмљује простор, по закону остати још три године, после чега ће зграда променити намену. Власник ресторана "Сач" наводи да је чуо из разних извора да је планирано оснивање јеврејског културног центра, а да ће се администрација јеврејске заједнице преселити у руинирано поткровље.

## Изглед ресторана
С обзиром на историјат зграде у којој је смештен ресторан, амбијент је посебан и специфичан. Испред зграде је пространа тераса.

## Угоститељска понуда
Ресторан САЧ самим својим називом указује да се у овом ресторану може појести квалитетно јело припремљено на овај оригиналан начин. Јагњеће и телеће печење, димљене буткице и кромпир који су припремљени испод сача имају посебне карактеритике и квалитет. Музички програм староградске и кафанске музике обезбеђен је крајем недеље.